# نيل هانكوك
نيل هانكوك (13 أبريل 1976 في أستراليا - ) (بالإنجليزية: Neil Hancock)‏ هو لاعب كريكت بريطاني. لعب مع نادي مقاطعة سومرست للكريكت ‏ وDevon County Cricket Club ‏.

## وصلات خارجية
- نيل هانكوك على موقع إي آس بي آن كريك إنفو (الإنجليزية)